# Haltere la Jocurile Olimpice de vară din 2024 - feminin +81 kg
Proba de haltere categoria +81 de kg feminin de la Jocurile Olimpice de vară din 2024 de la Paris a avut loc la data de 11 august 2024, la Paris Expo Porte de Versailles.

## Program
Orele sunt ora Franței (UTC+1) 
| Data                     | Timp  |
| ------------------------ | ----- |
| Duminică, 11 august 2024 | 12:30 |

## Rezultate
| Loc | Sportivă            | Țară                       | Smuls (kg) | Smuls (kg) | Smuls (kg) | Smuls (kg) | Aruncat (kg) | Aruncat (kg) | Aruncat (kg) | Aruncat (kg) | Total |
| Loc | Sportivă            | Țară                       | 1          | 2          | 3          | Rezultat   | 1            | 2            | 3            | Rezultat     | Total |
| --- | ------------------- | -------------------------- | ---------- | ---------- | ---------- | ---------- | ------------ | ------------ | ------------ | ------------ | ----- |
| 1   | Li Wenwen           | China                      | 130        | 136        | —          | 136        | 167          | 173          | 174          | 173          | 309   |
| 2   | Park Hye-jeong      | Coreea de Sud              | 123        | 127        | 131        | 131        | 163          | 168          | 173          | 168          | 299   |
| 3   | Emily Campbell      | Marea Britanie             | 119        | 123        | 126        | 126        | 162          | 169          | 174          | 162          | 288   |
| 4   | Lisseth Ayoví       | Ecuador                    | 117        | 121        | 123        | 123        | 156          | 160          | 162          | 160          | 283   |
| 5   | Mary Theisen-Lappen | Statele Unite ale Americii | 115        | 118        | 119        | 119        | 155          | 162          | 165          | 155          | 274   |
| 6   | Duangaksorn Chaidee | Thailanda                  | 120        | 120        | 120        | 120        | 152          | 156          | 160          | 152          | 272   |
| 7   | Halima Abbas        | Egipt                      | 110        | 115        | 118        | 115        | 135          | 140          | 145          | 145          | 260   |
| 8   | Naryury Pérez       | Venezuela                  | 114        | 117        | 117        | 114        | 140          | 145          | —            | 145          | 259   |
| 9   | Crismery Santana    | Republica Dominicană       | 111        | 115        | 118        | 118        | 140          | 140          | 140          | 140          | 258   |
| 10  | Tursunoy Jabborova  | Uzbekistan                 | 112        | 116        | 118        | 118        | 133          | 138          | 138          | 133          | 251   |
| 11  | Iuniarra Sipaia     | Samoa                      | 100        | 105        | 110        | 105        | 141          | 141          | 148          | 141          | 246   |
| 12  | Nurul Akmal         | Indonezia                  | 105        | 110        | 110        | 105        | 140          | 145          | 151          | 140          | 245   |